# Kaon
En kaon eller en {\displaystyle {\ce {K+}}}-meson er en sammensat partikel, der består af en strange-kvark eller -antikvark samt enten en up-kvark eller en down-kvark (eller antikvark). Da kvarker har fraktale elektriske ladninger, men mesonens ladning skal være heltallig, er der derfor fire kombinationsmuligheder for kaoner.
| Fysik | Spire Denne artikel om fysik er en spire som bør udbygges. Du er velkommen til at hjælpe Wikipedia ved at udvide den. |